# Свято-Троїцька церква (Рівне)
Свято-Троїцька церква - діючий храм Православної церкви України, який, за інформацією В.Войтовича споруджений 1904 р., що відповідає  панівним архітектурним уподобанням кін. ХІХ - поч. ХХ ст.

## Історична довідка
В архівному документі "Ведомости о греко-российских церквях в Волынськой губернии, состоящим по казенным трактам", датованій 1834 р. Свято-Троїцька церква характеризується як дерев'яна, міцна, однак значно просіла в землю і потребує підкладки нових підвалин. Через незадовільний стан храму тодішньому місцевому поміщику Фридерику Любомирському було висунуто вимогу протягом 3 років збудувати на цьому місці нову муровану церкву. Згідно інформації Теодоровича М.І. на місці існуючого храму ще в кінці ХІХ ст. знаходилася старіша дерев'яна, доволі міцна дзвіниця, котра, на думку Теодоровича потребувала ремонту.   
Сучасна будівля Свято-Троїцької церкви у м. Рівне є показовим прикладом православного храмобудування на Волині кін - ХІХ - поч. ХХ ст. під впливом існуючих на той час канонічних уявлень про архітектурну стилістику подібних об'єктів.
Будівництво храму, розпочате в 1904 році, завершено в 1906 р. Освячення відбулося в День Свято Трійці.

## Опис об'єкта
Об'ємно-розпланувальна композиція дерев'яного храму належить п'ятизрубного типу з прибудованою з боку головного входу дзвіницею та службовими приміщеннями (ризниця та пономарня), що примикають до вівтарної частини з півночі та півдня.
Габаритні розміри: 29.60 х 12.51 м. Висота храму: 20.35 м.
Центральна нава помітно перевищує інші суміжні зруби, перекрита чотирискатним дахом і має п'ятиверхе завершення - центральну головну баню на масивному восьмигранному барабані та чотири декоративні маківки по кутах. Прибудова дзвіниці має двоярусну композицію і завершується наметовим верхом. Споруда підтримується мурованим цоколем, що має лицювання із штучної бетонної плитки "під камінь". Дерев'яні стіни із брусу, облицьовані ззовні шалівкою з горизонтальних дерев'яних дощок. Основне поле стіни почленоване кутовими пілястрами, завершене профільованим карнизом з "сухариками". Всі вікна мають півциркульний профіль і прикрашені фігурними лиштвами однотипної форми. 
У церкві знаходиться оригінальний іконостас з читириярусною композицією.
Пам'ятка взята на державний облік та під державну охорону Рішенням Ровенського облвиконкому від 28.07.1990 р. № 140

## Перебудови, історичні нашарування
Сучасний зовнішній вигляд церква отримала внаслідок чисельних ремонтів та перебудов протягом 1990-початку 2000-х рр. В цілому первісна об'ємно-просторова композиція збереглася, та суттєвих трансформацій зазнали маківки, покрівля та колористичне рішення, яке раніше було наближене до біло-голубої палітри.